# Hôtel Scheult
L'hôtel Scheult, ou hôtel Seheult, est un hôtel particulier de style néo-classique et éclectique bâti au début du XIXe siècle, donnant sur le cours Cambronne et la rue de l'Héronnière, dans le centre-ville de Nantes, en France. L'immeuble a été classé au titre des monuments historiques en 1976. Sa façade sud a été entièrement restaurée en 2015 remettant en valeur toutes ses sculptures et huisseries.

## Historique
Après l'ouverture de l'opération autour du cours Cambronne, les immeubles s'élèvent progressivement. François-Léonard Seheult, architecte notamment du domaine du Bellay, dresse les plans de celui qui va devenir son habitation. Le bâtiment, construit en 1824, est baptisé à l'origine hôtel des Cariatides.
Pendant la seconde guerre mondiale, il échappe de peu aux bombardements alliés car ses deux voisins, le 10 rue de l'héronnière et le 1 rue Piron, furent foudroyés par les bombardements du 16 et 23 septembre 1943.

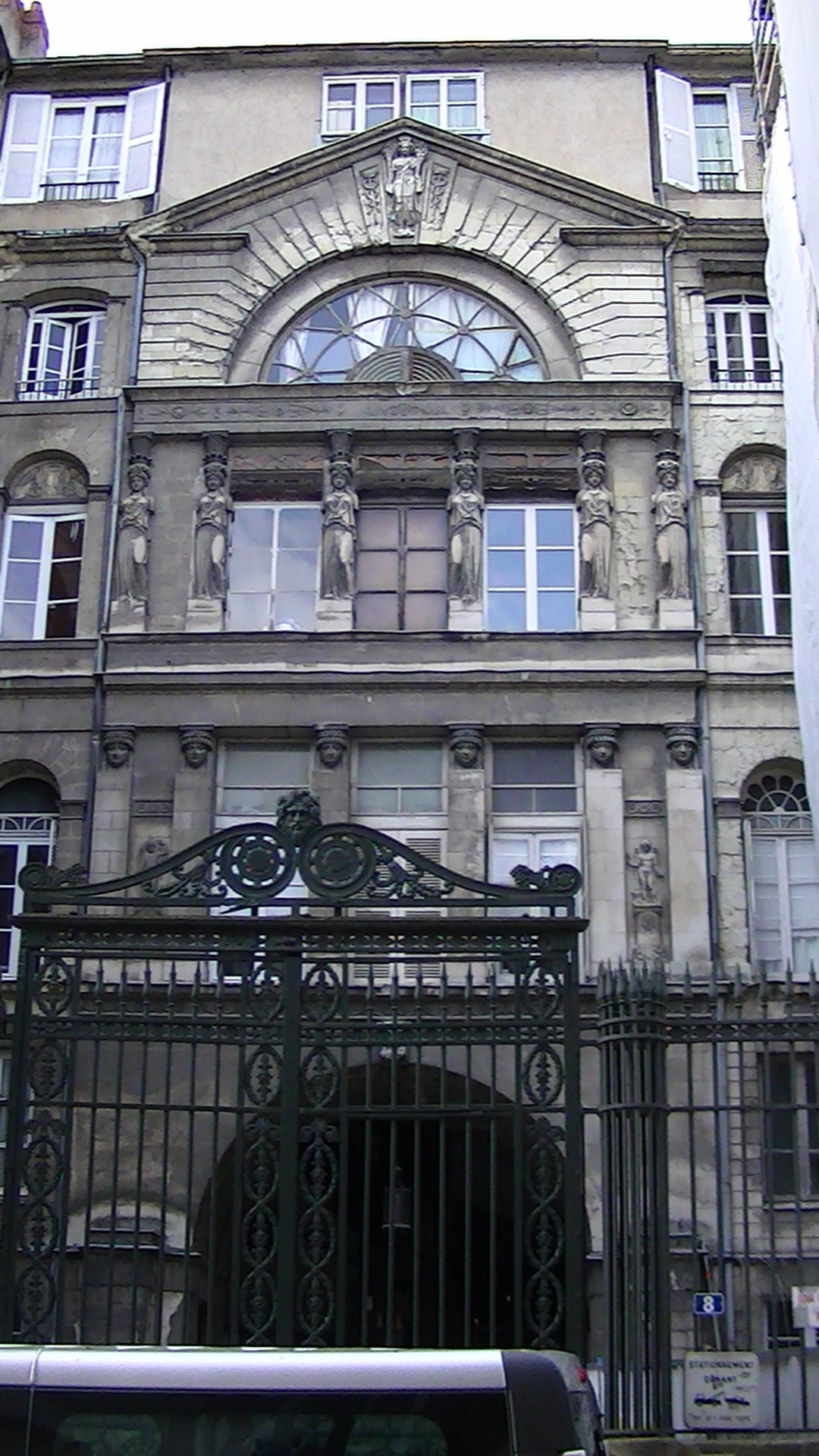
avant la rénovation de 2015

## Architecture
L'hôtel Scheult est le seul immeuble du Cours Cambronne classé aux monuments historiques depuis le 12 mai 1976. De plus, il est également le seul à avoir une protection sur ses deux façades ; les autres immeubles ont uniquement leur façade néo-classique, donnant sur le cours Cambronne, de protégée.
Sa toiture ainsi que plusieurs pièces et leur décor sont également classées. Le bâtiment s'ouvre sur un grand porche en plein-cintre, la façade est ordonnée sur plusieurs registres, on peut y observer l'utilisation de la serlienne. L'ensemble est richement orné de sculptures, notamment celles représentant les cariatides. Seheult a fait graver dans des niches des inscriptions qui témoignent de ses influences : Raphaël, Antonio Canova, des noms de maîtres de la peinture et de la sculpture grecques, et ceux d'artistes français des XVIIe et XVIIIe siècles. L'architecte semble, dans la conception de cet édifice, mettre en pratique ses théories. Il met en œuvre une répartition des sources d'inspiration égyptiennes, grecques et romaines en progressant vers le haut de l'immeuble, répartition qui traduit une hiérarchisation volontaire. Cet emprunt à l'Antiquité est réalisé en utilisant la technique du « collage » utilisée par Piranèse, et constitue le fruit de son voyage d'étude en Italie.

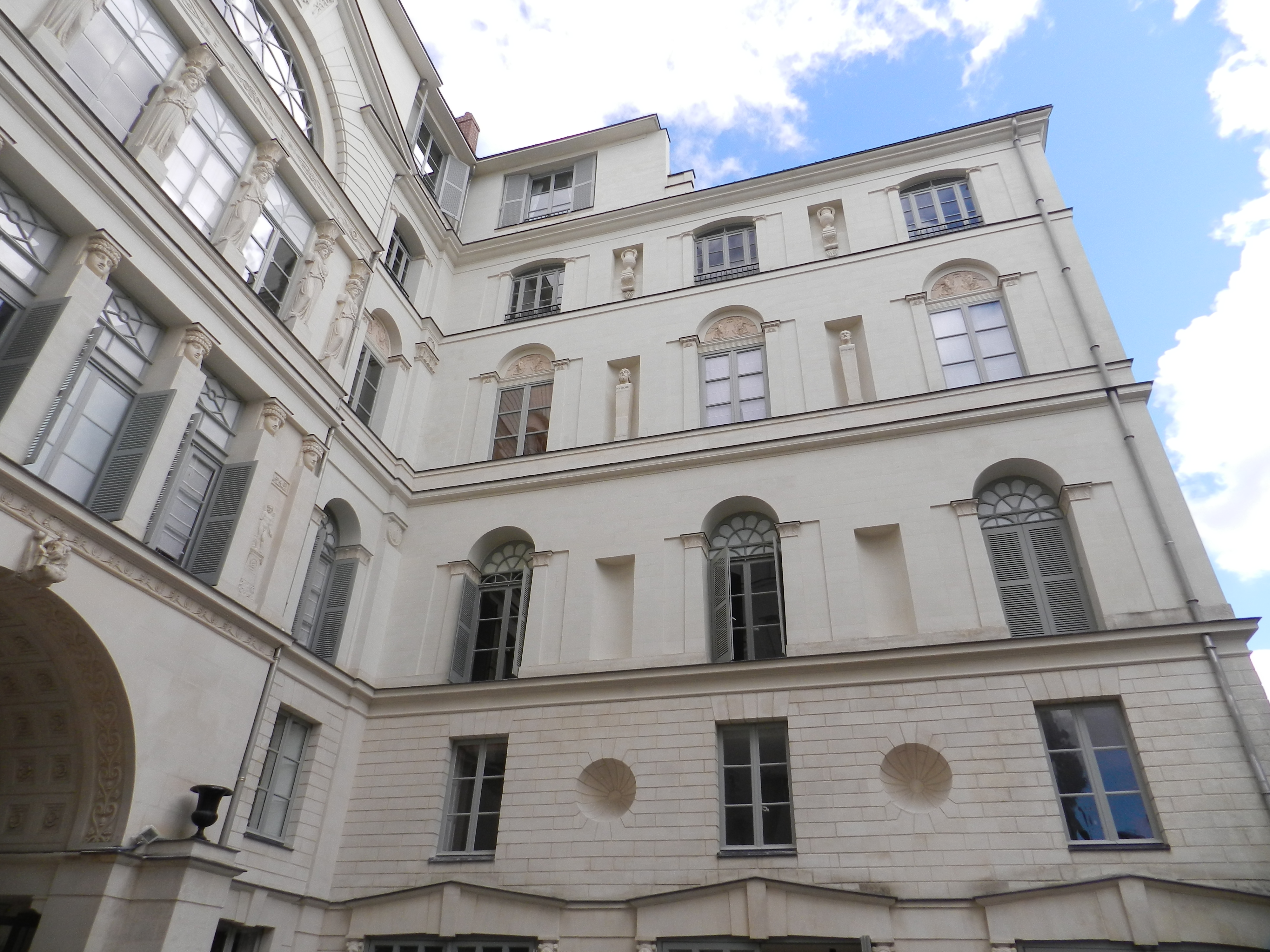
L'aile droite avec les bustes de Pamphile et Polydore
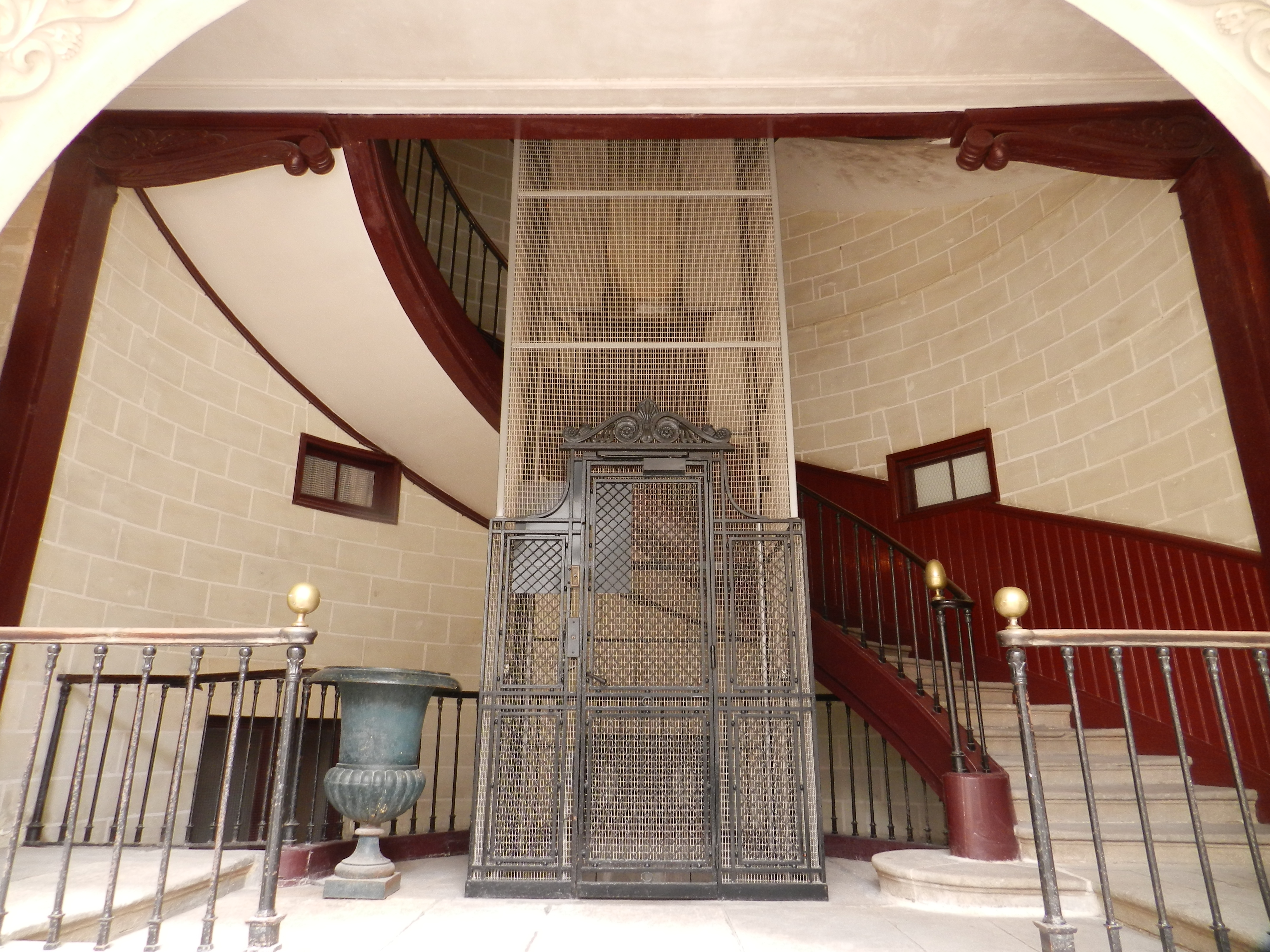
cage d’escalier et ascenseur
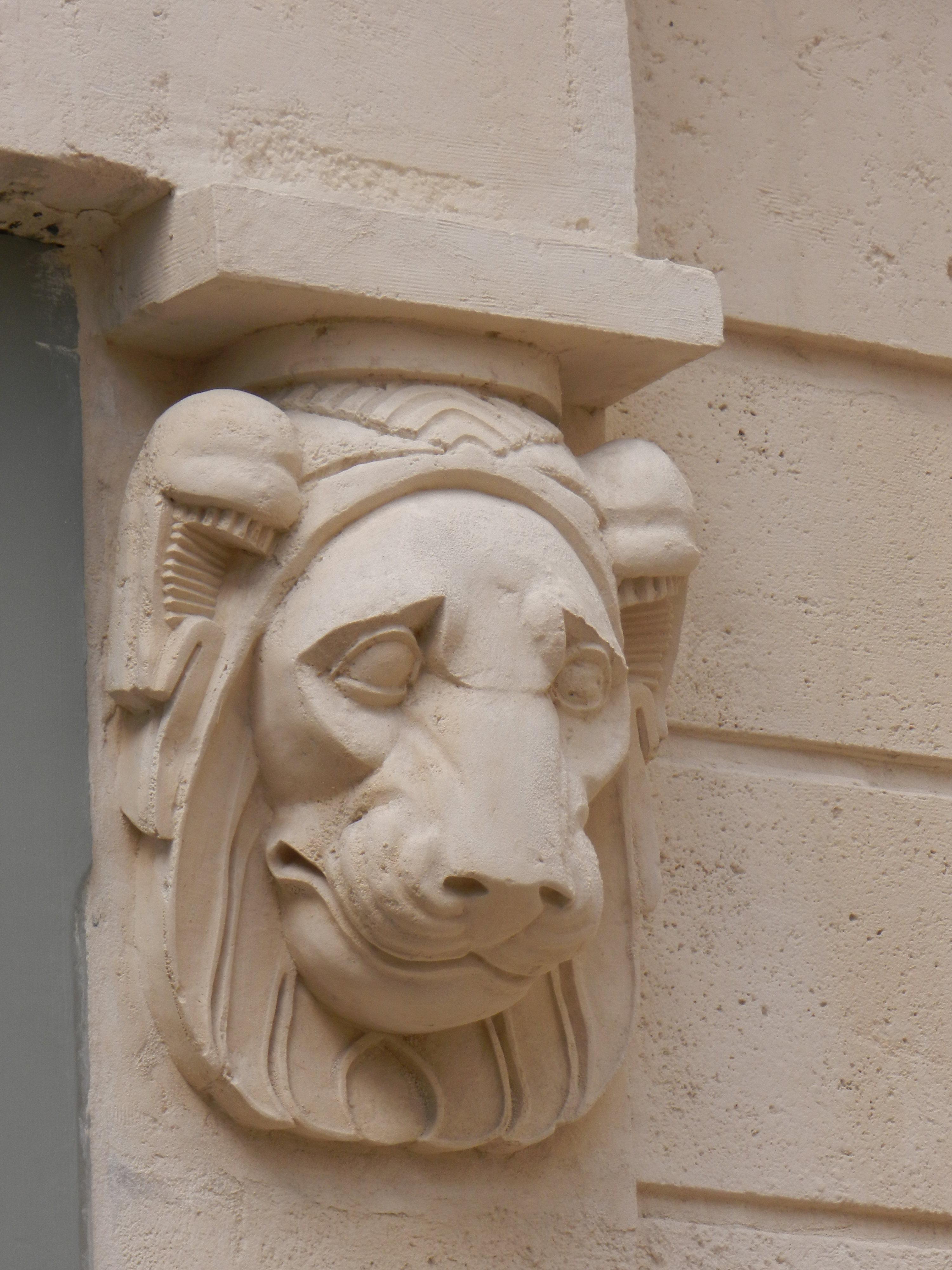
modillon au rez-de-chaussée
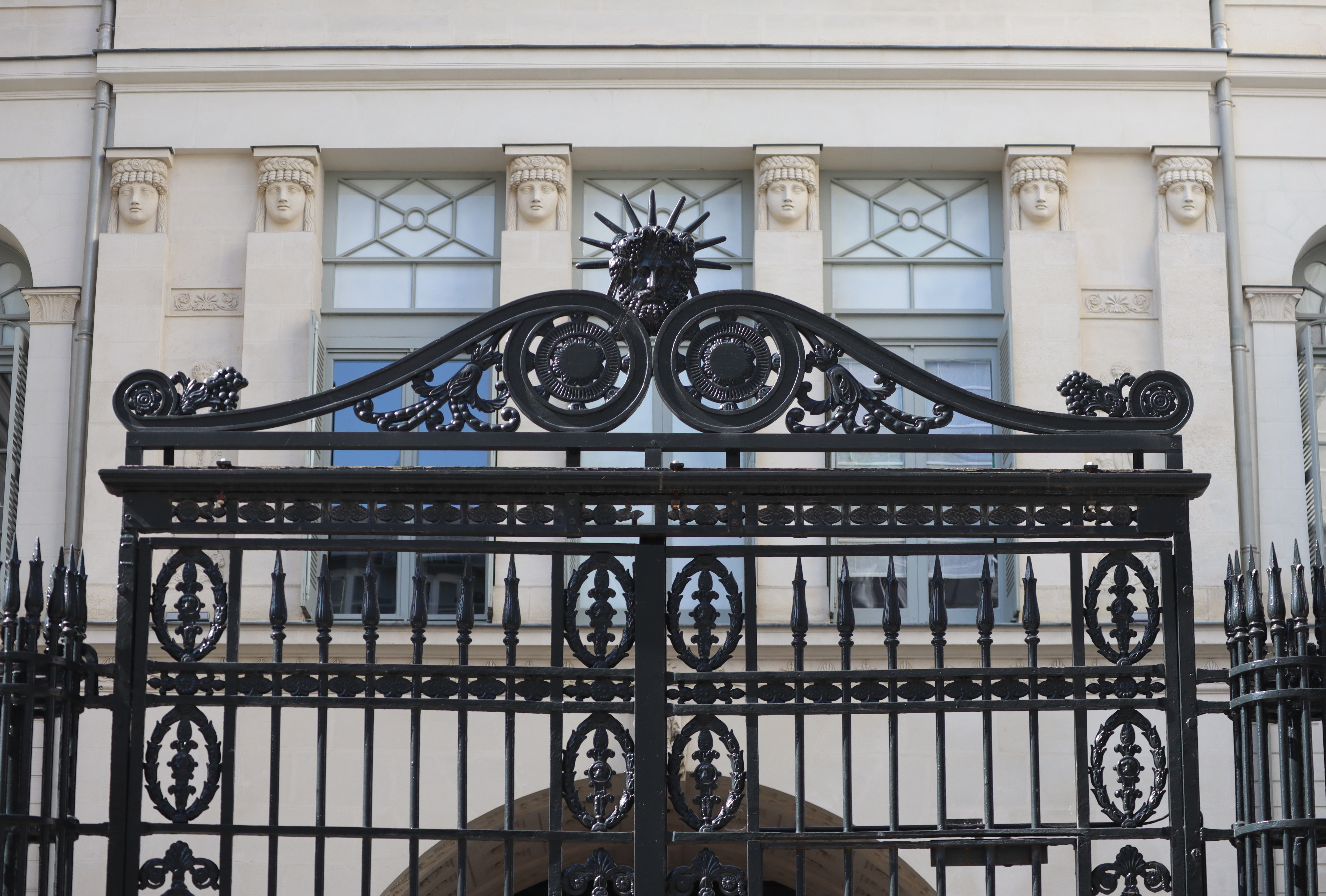
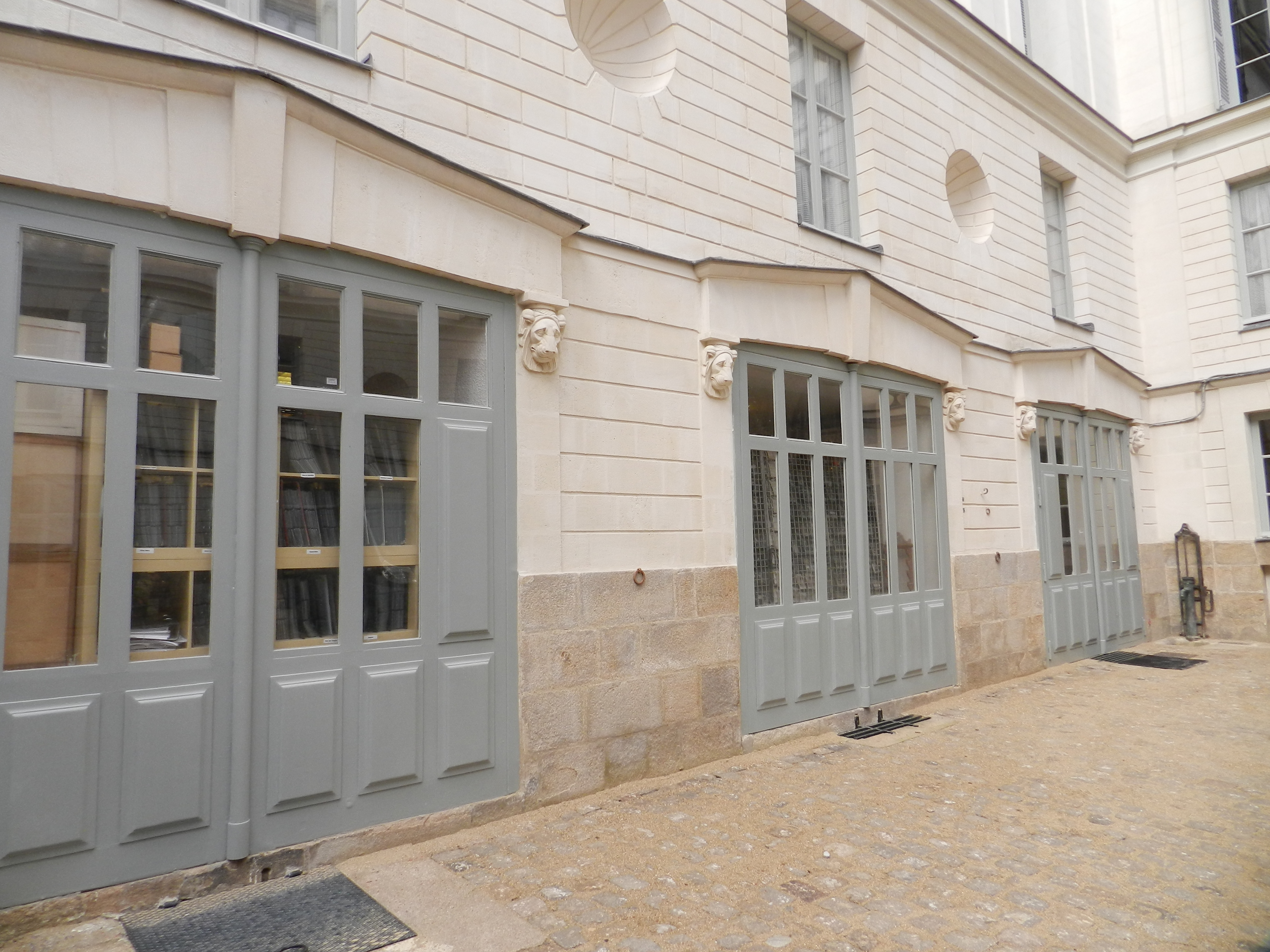
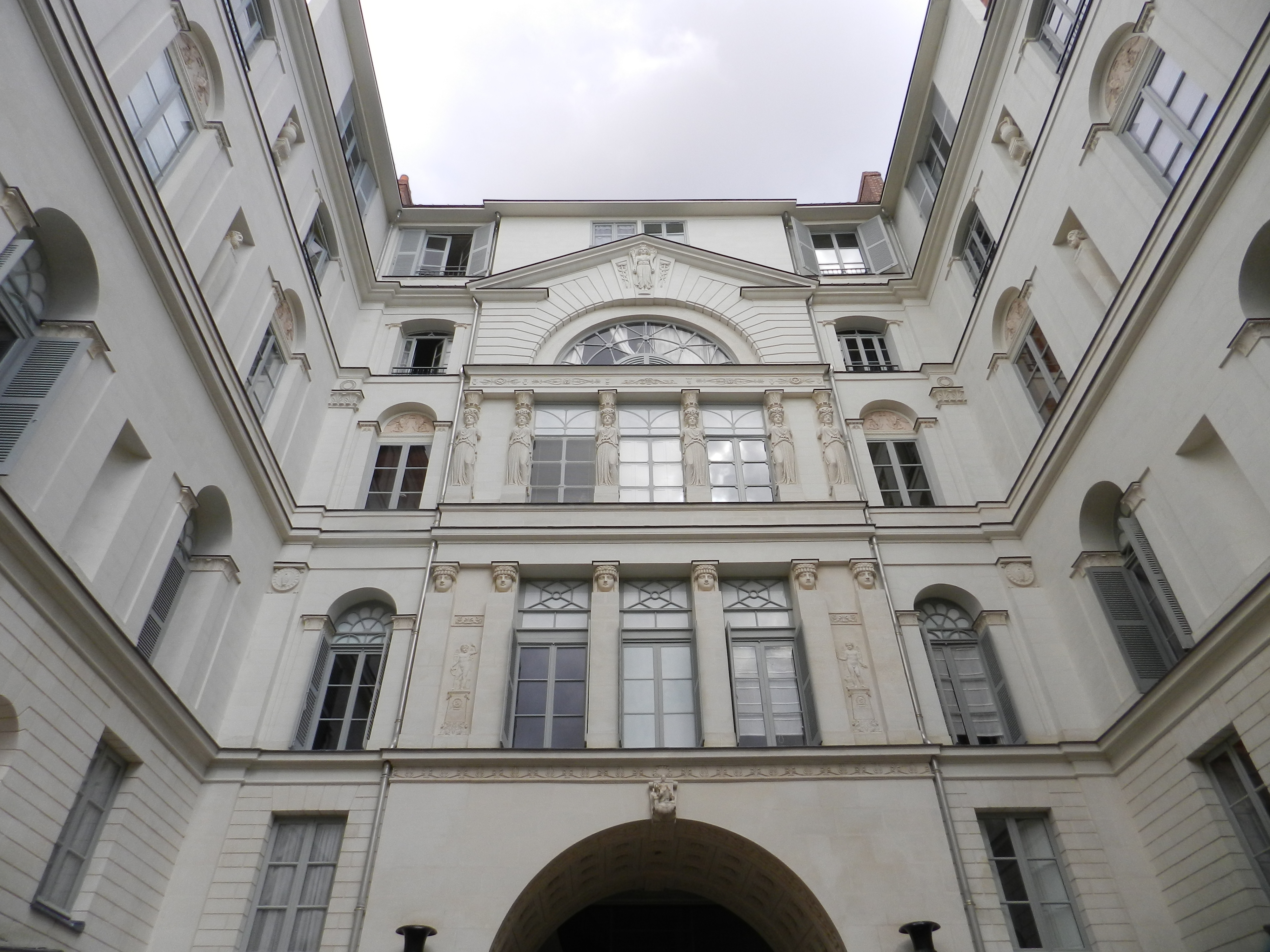

Éléments protégés (classement par arrêté du 12 mai 1976) :
- façades et toitures sur la rue de L'Héronnière et sur le cours Cambronne ;
- pièces suivantes avec leur décor : 
  - au premier étage, appartement de Madame Boscher (totalité) ; appartement de Monsieur Duteil (deux bureaux donnant sur le cours Cambronne, grand bureau et bureau des employés),
  - au deuxième étage : appartement de Mesdemoiselles Allain (salon) ; appartement de Monsieur Beaud (salon et salle à manger),
  - au troisième étage : appartement de Madame Bonamy (salon),
  - au quatrième étage : appartement de Madame Laffra (salon et chambre donnant sur la cour intérieure) ; appartement de Mademoiselle Le Masne de Chermont (salon et salle à manger) ; appartement de Madame Lallie (chambre donnant sur la cour intérieure).

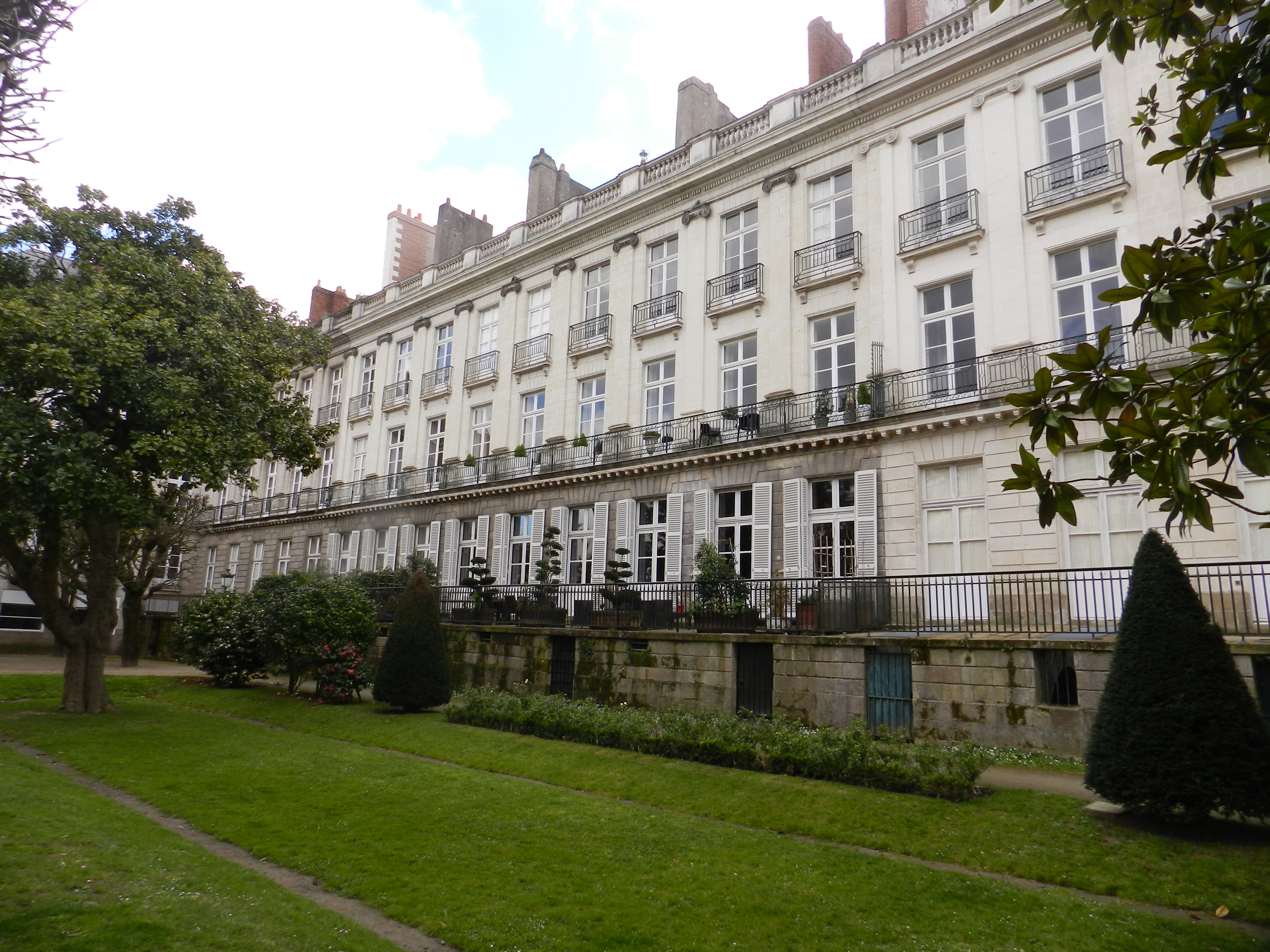
Façade nord de l'hôtel Scheult, donnant sur le cours Cambronne